# Ich kenn keinen – Allein unter Heteros
Ich kenn keinen – Allein unter Heteros ist ein Dokumentarfilm über Homosexuelle, die auf dem Land leben, fernab von Städten mit homosexueller Szene und Infrastruktur. Der Film spielt größtenteils in Baden-Württemberg.

## Handlung
Der Film dokumentiert das Leben von fünf Hauptpersonen.
Hartmut, HIV-positiv, ist im Albverein und im Kirchenchor aktiv. Seine Homosexualität hat er in Deutschland bis zu seiner Diagnose geheim gehalten, er reiste aber nach Thailand, wo er sich dem Sextourismus hingab.
Stefan ist Forstarbeiter und lebt zusammen mit seiner Mutter. Ihn zieht es hin und wieder in die schwule Szene nach Stuttgart.
Richard wurde 1924 geboren und musste seine Homosexualität über weite Strecken seines Lebens versteckt ausleben.
Uwe ist 37 Jahre alt und lebt ebenfalls mit seiner Mutter zusammen. Im Film wird seine erste Reise nach Berlin in die dortige schwule Szene dokumentiert.
Erika hat zwei schwule Söhne und ist mittlerweile in einer Elterngruppe für Eltern von homosexuellen Kindern aktiv.

## Rezeption
Der Film wurde auf über 50 Festivals eingeladen und erhielt ein großes Medienecho, er wurde in vielen Kritiken lobend besprochen.

## Auszeichnungen
- Teddy Award auf der Berlinale 2003